# サイイド朝

サイイド朝
سلسله سید

サイイド朝の版図

サイイド朝（サイイドちょう、ペルシア語: سلسله سید、Sayyid dynasty）とは、北インドの一部を4代37年にわたって支配した、デリー・スルターン朝の4番目のトルコ系イスラーム王朝（1414年 - 1451年）。首都はデリー。名称は、建国者のヒズル・ハーンが「サイイド」、すなわちムハンマドの子孫であると称したことに由来する。

## 歴史
1398年末、有能な統治者に恵まれず弱体化したトゥグルク朝は、ティムールの侵入により大混乱に陥り、無力化していた。1405年、ティムールが明遠征の途上、中央アジアのオトラルで亡くなると、ティムール帝国は内紛を起こし、それを制したのはティムールの4男・シャー・ルフであった。
パンジャーブ総督のヒズル・ハーンはシャー・ルフに従って、1413年には王家が断絶して大混乱していたトゥグルク朝に攻勢をかけ、1414年にはデリーを占領してトゥグルク朝を滅ぼした。そして新たに建国したのが、サイイド朝である。
しかし、その支配はデリーの周辺のみの弱体な王朝であり、周りをジャウンプル・スルターン朝やマールワー・スルターン朝、メーワール王国に囲まれて、王権は不安定だった。
また、ヒズル・ハーンはティムールの代理人をもって任じ、スルターンを称することはなかった。ヒズル・ハーンの治世では、トゥグルク朝の貨幣がそのまま鋳造されて使われ、ヒズル・ハーンの子ムバーラク・シャーの時代もシャー・ルフの代理とし貢物を送り、代わりに礼服、儀式用の日傘が送られた。
3代目のムハンマド・シャーは無能な人物で王朝は急速に衰退し、パンジャーブのローディー族の半自立傾向が目立ちはじめる。
4代目のアラー・ウッディーン・アーラム・シャーのときに宰相のハミード・ハーンが権力を握ったが、1451年にバフルール・ローディーによって投獄され、サイイド朝は滅亡した。
ここにローディー朝が成立することになったが、アーラム・シャーは1478年まで年金を受け取って生活した。　

## 歴代君主
1. ヒズル・ハーン（在位：1414年 - 1421年）
2. ムバーラク・シャー（在位：1421年 - 1434年）（ヒズル・ハーンの子）
3. ムハンマド・シャー（在位：1434年 - 1445年）（ムバーラク・シャーの弟の子）
4. アラー・ウッディーン・アーラム・シャー（在位：1445年 - 1451年）（ムハンマド・シャーの子）